# Ображда
Ображда (серб. Ображда) — населённый пункт в общине Бойник Ябланичского округа Сербии.
11 октября 1943 года в селе была сформирована 1-я Южноморавская бригада Народно-освободительной армии Югославии.

## Население
Согласно переписи населения 2002 года, в селе проживало 34 человека (все сербы).
| Численность населения | Численность населения | Численность населения | Численность населения | Численность населения | Численность населения | Численность населения | Численность населения |
| 1948                  | 1953                  | 1961                  | 1971                  | 1981                  | 1991                  | 2002                  | 2011                  |
| --------------------- | --------------------- | --------------------- | --------------------- | --------------------- | --------------------- | --------------------- | --------------------- |
| 217                   | 211                   | 184                   | 127                   | 65                    | 38                    | 34                    | 16                    |

## Религия
Согласно церковно-административному делению Сербской православной церкви, село относится к Прекопчелицкому приходу Ябланичского архиерейского наместничества Нишской епархии. В селе расположен храм Святой Троицы.